# کشور تحت‌الحمایه عدن
حافظ عدن (عربی: محمیة عدن Maḥmiyyat ‘Adan) یک تحت الحمایه بریتانیا در عربستان جنوبی بود که پس از فتح عدن توسط استان بمبئی هند بریتانیایی در سال ۱۲۱۷ در پس‌کرانه بندر عدن و در حضرموت تکامل یافت و تا دهه ۱۳۴۰ ادامه یافت. در سال ۱۳۱۹ برای اهداف اداری به دو بخش تحت‌الحمایه غربی و تحت‌الحمایه شرقی تقسیم شد. امروزه این قلمرو بخشی از جمهوری یمن است.
حاکمان تحت الحمایه عدن، مانند سایر کشورهای تحت الحمایه بریتانیا و ایالت‌های تحت حمایت، حاکم مستقل باقی ماندند: پرچم‌های آنها هنوز بر فراز ساختمان‌های دولتی آنها به اهتزاز درمی‌آمد، حکومت هنوز توسط آنها یا به نام آنها پیش برده می‌شد، و ایالت‌های آنها در حقوق بین‌الملل یک «شخصیت بین المللی» متمایز داشتند، برخلاف کشورهایی که بخشی از امپراتوری بریتانیا را تشکیل می‌دهند، مانند مستعمره عدن، که در آن پادشاه بریتانیا رئیس هر دولتی بود.

## تاریخ

### شروع غیررسمی
آنچه تحت عنوان تحت‌الحمایهٔ عدن شناخته شد در ابتدا ترکیب غیررسمی تحت‌الحمایگی با ۹ قبیله در پس‌کرانه‌های شهر بندری عدن بود:
- لاهج (ابدالی)
- علوی
- دالا (امیری)
- عقربی
- اولاقی
- فاضلی
- هاوشابی
- سوبیحی
- یافا

گسترش بریتانیا به این منطقه برای محافظت از بندر مهمی طراحی شده بود که در آن زمان توسط هند بریتانیا اداره می‌شد. از سال ۱۸۷۴ (۱۲۵۳ خورشیدی)، این ترتیبات تحت‌الحمایگی با پذیرش ضمنی امپراتوری عثمانی وجود داشت که بر یمن در شمال حاکم بود و این سیاست‌ها در مجموع به عنوان «نه قبیله» یا «نه کانتون» شناخته شدند.

### معاهدات رسمی حمایت

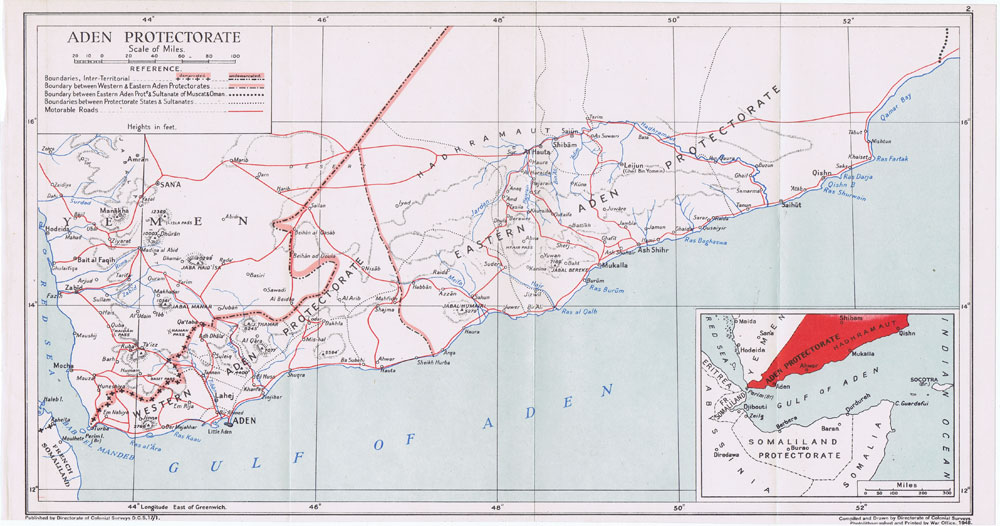
نقشه رسمی تحت‌الحمایهٔ عدن، ۱۹۴۸

با آغاز یک معاهده رسمی حفاظت با ماهرا سلطان نشین قشن و سقطری در سال ۱۸۸۶، بریتانیا به آرامی ترتیبات حفاظتی را رسمی کرد که شامل بیش از ۳۰ معاهده اصلی حفاظتی بود که آخرین آن تنها در سال ۱۹۵۴ امضا شد. این معاهدات، همراه با تعدادی از قراردادهای جزئی دیگر، کشور تحت‌الحمایه عدن را ایجاد کرد که از شرق عدن تا حضرموت امتداد داشت و شامل تمام قلمروهایی بود که به یمن جنوبی تبدیل می‌شد.
عدن با بندرش تنها منطقه تحت حاکمیت کامل بریتانیا بود و همراه با برخی جزایر فراساحلی به نام های شهرک عدن (۱۸۳۹–۱۹۳۲)، استان عدن (۱۹۳۲–۱۹۳۷)، مستعمره عدن (۱۹۳۷–۱۹۶۳) و در نهایت ایالت عدن شناخته می‌شد. (۱۹۶۳–۱۹۶۷).
در ازای حمایت بریتانیا، حاکمان سرزمین‌های تشکیل دهنده تحت الحمایه موافقت کردند که با هیچ قدرت خارجی دیگری قرارداد نبندند یا سرزمینی را به آن واگذار نکنند. در سال ۱۹۱۷، کنترل تحت الحمایه عدن از دولت هند، که وارث منافع شرکت هند شرقی بریتانیا در مسیر دریایی مهم استراتژیک از اروپا به هند بود، به وزارت خارجه بریتانیا منتقل شد. برای مقاصد اداری، تحت الحمایه غیررسمی به دو بخش تحت الحمایه شرقی (با افسر سیاسی خود، مستشاری بریتانیایی، مستقر در مکلا در قعیتی از سال ۱۹۳۷ تا حدود ۱۹۶۷) و الحمایه غربی (با افسر سیاسی خود، مستقر شد) تقسیم شد.
در سال ۱۹۲۸، بریتانیا فرماندهی عدن را تحت رهبری نیروی هوایی سلطنتی تأسیس کرد تا امنیت کشور را حفظ کند. در سال ۱۹۳۶ به نیروهای بریتانیایی عدن تغییر نام داد و بعدها به عنوان نیروهای بریتانیا در شبه جزیره عربستان و سپس فرماندهی خاورمیانه (عدن) شناخته شد.

### سیاست‌ها
مرزهای بین سیاست‌ها و حتی تعداد آنها در طول زمان در نوسان بود. برخی مانند سلطان نشین ماهرا به سختی ادارهٔ کارآمدی داشتند.
مستعمره عدن و نواحی جزیره ای پریم، کامران و خریا موریا که به آن تعلق گرفته بود، شامل این نمی‌شد.

#### تحت‌الحمایهٔ شرقی

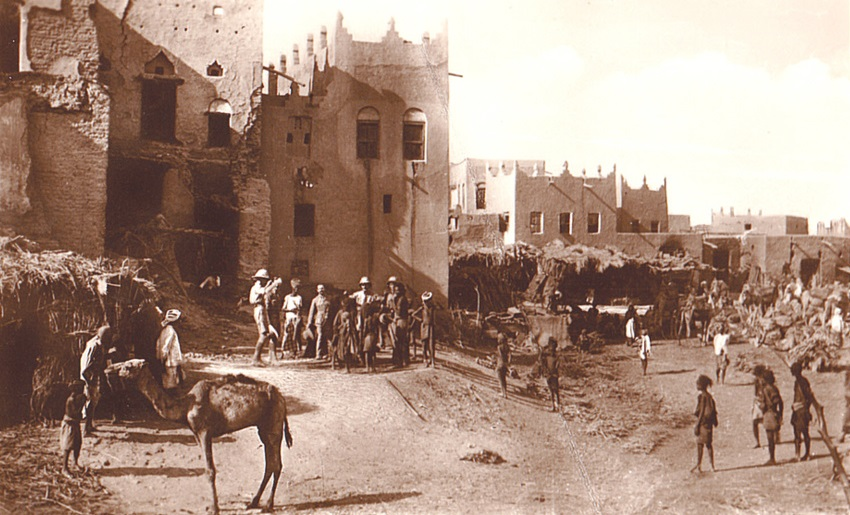
لاهج، تحت‌الحمایهٔ غرب حدود. ۱۹۱۰

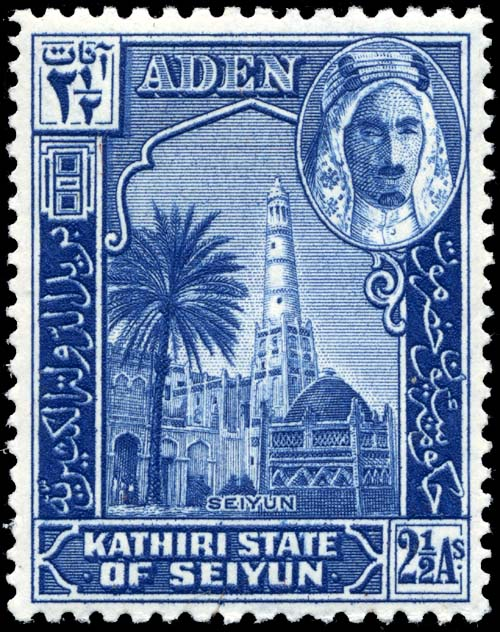
تمبر پستی ایالت کثیری ساییون با پرتره سلطان جعفر بن منصور

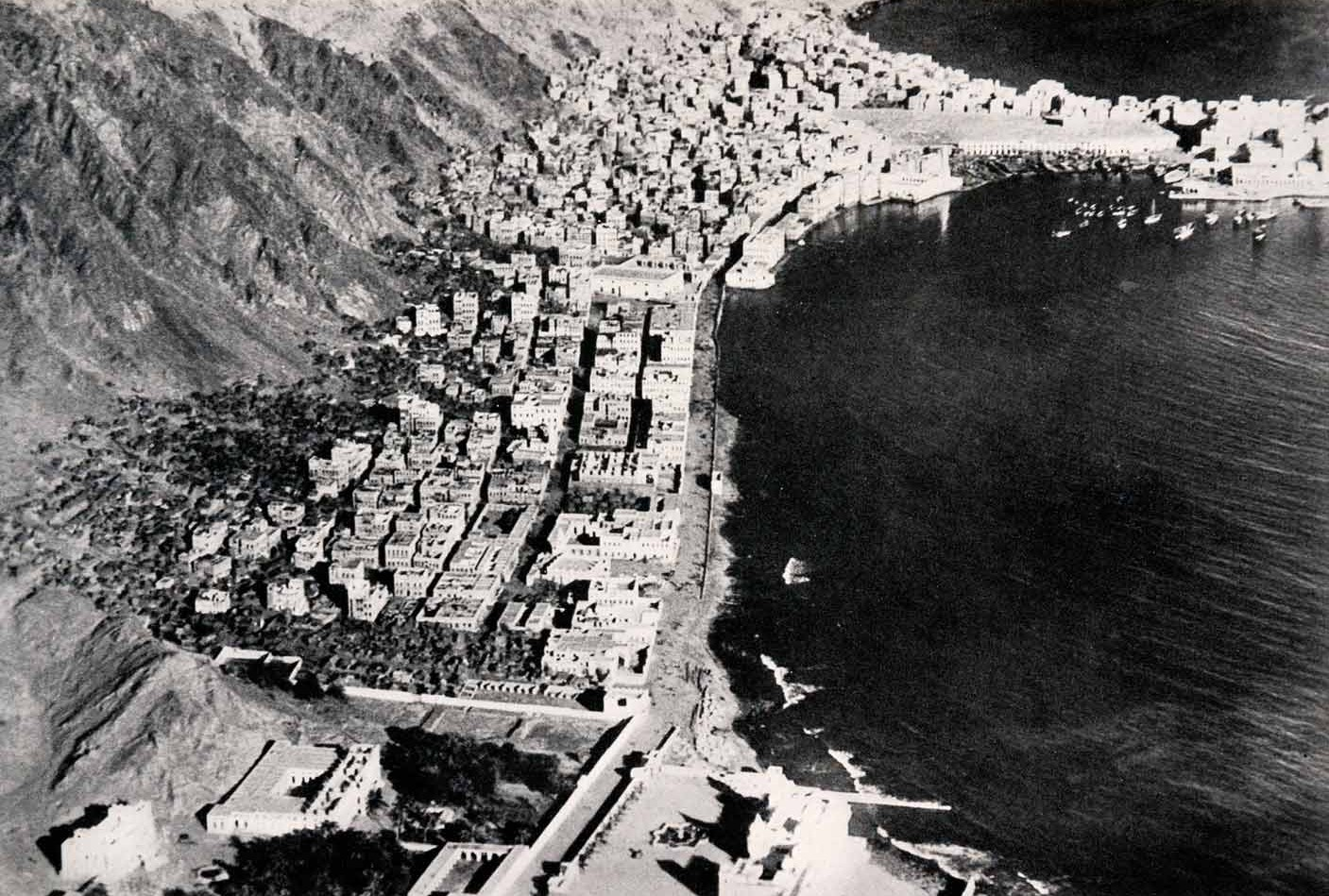
نمای هوایی موکالا، تحت‌الحمایه‌ی، ۱۹۳۲

تحت‌الحمایهٔ شرقی (حدود ۲۳۰۰۰۰ کیلومتر 2) شامل موجودیت‌های سیاسی زیر (بیشتر در حضرموت) شد:
- کثیری
- ماهرا
- قائتی
- وحیدی بلحاف
- وحیدی بیرعلی
- وحیدی حبان

#### تحت‌الحمایهٔ غربی
تحت‌الحمایهٔ غربی (حدود ۵۵۰۰۰ کیلومتر 2) شامل:
- علوی
- عقربی
- اودهالی
- بیهان
- داتینا
- دالا
  - قتیبی وابستگی ضاله
- فاضلی
- هاوشابی
- لاهج
- اولاقی سفلی
- یافای پایین
- شیب
- شیخیه اولاقی علیا
- السلطنه علیا علیا
- السلطنه یافای علیا و پنج شیخ نشین یافای علیا:
  - البوسی
  - الظبی
  - حضرمی
  - مفلاحی
  - ماوسطا

### معاهدات مشورتی

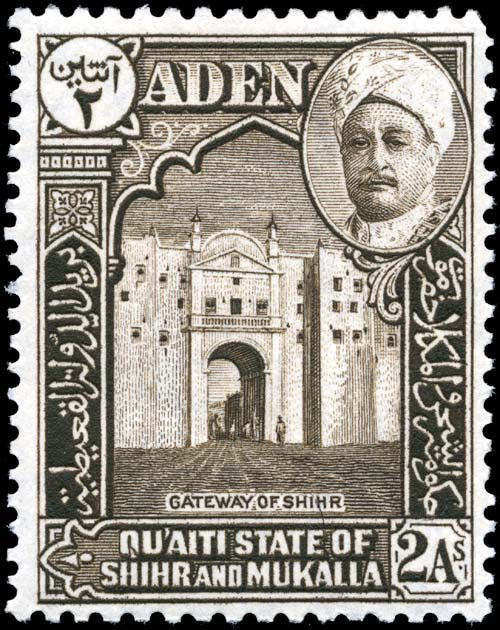
تمبر پستی از ایالت شیر و مکلا قائطی با تصویر سلطان صلیب بن غالب

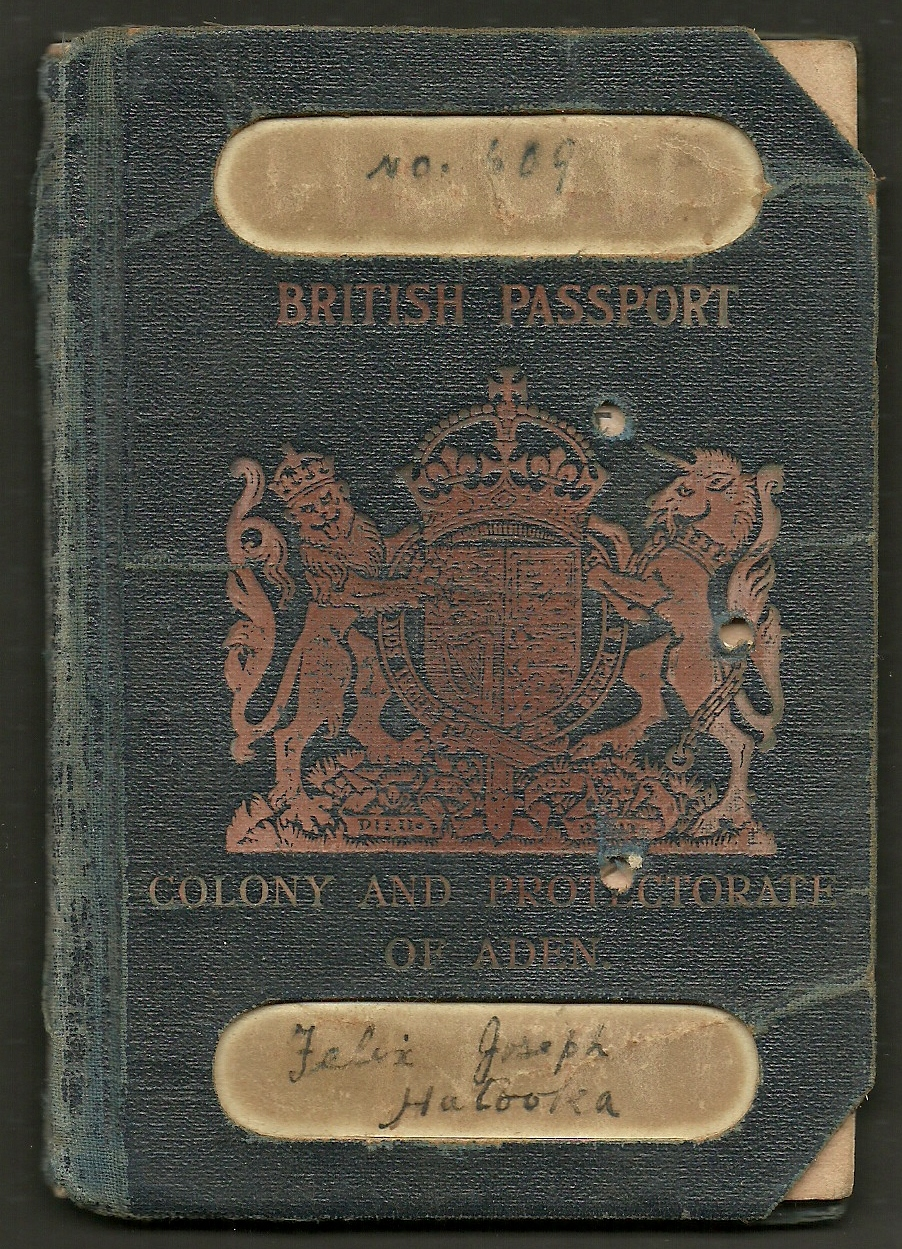
جلد ۱۹۴۰ گذرنامه تحت الحمایه عدن تحت کنترل بریتانیا.

در سال ۱۹۳۸، بریتانیا یک معاهده مشورتی با سلطان قعیتی امضا کرد و در طول دهه‌های ۱۹۴۰ و ۱۹۵۰، معاهده‌های مشابهی را با دوازده کشور تحت الحمایه دیگر امضا کرد. کشورهای زیر دارای معاهدات مشورتی بودند:
کشورهای تحت الحمایه شرقی
- کثیری
- ماهرا
- قائتی
- وحیدی بلحاف

کشورهای تحت الحمایه غربی
- اودهالی
- بیهان
- دالا
- هاوشابی
- فاضلی
- لاهج
- اولاقی سفلی
- یافای پایین
- شیخیه اولاقی علیا

این قراردادها امکان استقرار یک مشاور مقیم را در کشورهای امضاکننده اعطا می‌کرد که به بریتانیا کنترل بیشتری بر امور داخلی خود می‌داد. این امر وضعیت و قوانین جانشینی حاکمان را منطقی و تثبیت کرد، اما تأثیری بر تحریف رهبری و تشویق فساد اداری داشت. بمباران هوایی و مجازات دسته جمعی گاه علیه قبایل سرکش برای اعمال حاکمیت بریتانیا استفاده می‌شد. تحت‌الحمایه بریتانیا بودن به عنوان مانعی برای پیشرفت تلقی شد، دیدگاهی که با رسیدن اخبار ناسیونالیسم عربی از جهان خارج در رادیوهای ترانزیستوری جدیدالساخت موجود تقویت شد.

### چالش‌های وضعیت جدید
کنترل بریتانیا نیز توسط احمد بن یحیی پادشاه متوکلی یمن در شمال به چالش کشیده شد. او حاکمیت بریتانیا در عربستان جنوبی را به رسمیت نمی‌شناخت و جاه طلبی برای ایجاد یک یمن بزرگ واحد داشت. در اواخر دهه ۱۹۴۰ و اوایل دهه ۱۹۵۰، یمن درگیر تعدادی درگیری‌های مرزی در امتداد مسئلهٔ مناقشه‌برانگیز خط بنفش بود، مرزبندی انگلیسی-عثمانی در سال ۱۹۱۴ که یمن را از تحت الحمایه عدن جدا کرد.
در سال ۱۹۵۰، کندی ترواسکیس، مشاور حفاظت از غرب، طرحی را برای ایالت‌های تحت الحمایه ترسیم کرد تا دو فدراسیون، مربوط به دو نیمه تحت الحمایه، تشکیل دهند. اگرچه پیشرفت چندانی در تحقق این طرح حاصل نشد، اما احمد بن یحیی آن را تحریک آمیز تلقی کرد. وی علاوه بر نقش پادشاهی، به عنوان امام شاخه زیدی شیعه نیز خدمت می‌کرد. او می‌ترسید که یک فدراسیون موفق در مناطق سنی شافعی به عنوان چراغی برای شافعیان ناراضی ساکن مناطق ساحلی یمن باشد. احمد برای مقابله با این تهدید، تلاش برای تضعیف کنترل بریتانیا را افزایش داد و در اواسط دهه ۱۹۵۰، یمن از تعدادی از شورش‌های قبایل ناراضی علیه کشورهای تحت الحمایه حمایت کرد. جذابیت یمن در ابتدا در منطقه تحت الحمایه محدود بود، اما صمیمیت فزاینده بین یمن و رئیس‌جمهور محبوب ملی‌گرای عرب مصر جمال عبدالناصر و تشکیل ایالات متحده عربی جذابیت آن را افزایش داد.

### فدراسیون و پایان تحت‌الحمایگی
عدن به عنوان پیوندی با هند بریتانیا مورد توجه بریتانیا قرار گرفته بود و سپس، پس از از دست دادن بیشتر مستعمرات بریتانیا از سال ۱۹۴۵ و بحران فاجعه بار سوئز در سال ۱۹۵۶، به عنوان بندری ارزشمند برای دسترسی به نفت حیاتی خاورمیانه مورد توجه قرار گرفت. همچنین به عنوان مکان جدید برای فرماندهی خاورمیانه انتخاب شده بود.
فشار ملی گرایان، حاکمان ایالت‌های تحت الحمایه عدن را وادار کرد تا تلاش‌ها برای تشکیل فدراسیون را احیا کنند و در ۱۱ فوریه ۱۹۵۹، شش تن از آنها توافق‌نامه ای را برای تشکیل فدراسیون امارات عربی جنوب امضا کردند. در سه سال بعد، ۹ نفر دیگر به آنها ملحق شدند و در ۱۸ ژانویه ۱۹۶۳، مستعمره عدن با فدراسیون ادغام شد و فدراسیون جدید عربستان جنوبی را ایجاد کرد. در همان زمان، ایالت‌های (عمدتا شرقی) که به فدراسیون ملحق نشده بودند، تحت الحمایه عربستان جنوبی قرار گرفتند و بدین ترتیب به وجود تحت‌الحمایهٔ عدن پایان داد.

### موقعیت اضطراری عدن
در ۱۰ دسامبر ۱۹۶۳، وضعیت اضطراری در منطقه تحت الحمایه سابق و ایالت تازه ایجاد شده عدن اعلام شد.
وضعیت اضطراری تا حد زیادی توسط موجی از ناسیونالیسم عربیکه به شبه جزیره عربستان گسترش یافت و عمدتاً از دکترین‌های سوسیالیستی و پان عربیستی رهبر مصر جمال عبدالناصرسرچشمه می‌گرفت، تسریع شد. نیروهای متجاوز بریتانیا، فرانسه و اسرائیل که در پی ملی شدن کانال سوئز توسط ناصر در سال ۱۹۵۶ به مصر حمله کرده بودند، پس از مداخله ایالات متحده و اتحاد جماهیر شوروی مجبور به عقب‌نشینی شدند.
جمال عبدالناصر تنها موفقیت محدودی در گسترش دکترین پان‌عربیستی خود در جهان عرب داشت، تلاش او در سال ۱۹۵۸ برای متحد کردن مصر و سوریه به عنوان جمهوری متحده عربی که تنها ۳ سال بعد دچار فروپاشی شد. قیام ضد استعماری در عدن در سال ۱۹۶۳ فرصت بالقوه دیگری را برای دکترین‌های او فراهم کرد، اگرچه مشخص نیست که آیا شورش در میان اعراب در عدن باعث شد که گروه‌های چریکی یمنی از ایده‌های پان عربیستی ناصر الهام بگیرند یا خودشان به‌طور مستقل عمل کردند.
در سال ۱۹۶۳ و در سال‌های بعد، گروه‌های چریکی ضد انگلیسی با اهداف سیاسی متفاوت شروع به ادغام در دو سازمان بزرگ‌تر و رقیب کردند: ابتدا جبهه آزادی‌بخش ملی (NLF) مورد حمایت مصر و سپس جبهه آزادی یمن جنوبی اشغالی. FLOSY)، که به یکدیگر و همچنین انگلیسی‌ها حمله کردند.

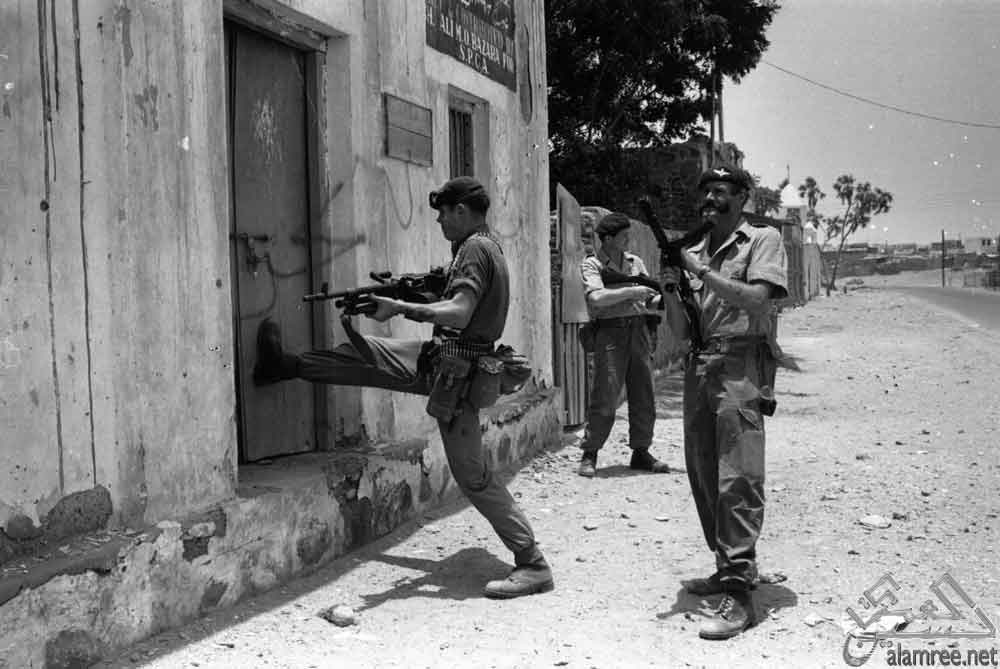
عدن در سال ۱۹۶۵

درنهایت نیروهای انگلیسی در نوامبر ۱۹۶۷ عدن را ترک کردند.

## بیشتر خواندن
- پل درش. تاریخ یمن مدرن. کمبریج، انگلستان: انتشارات دانشگاه کمبریج، ۲۰۰۰.
- آر جی گاوین. عدن تحت حکومت بریتانیا: ۱۸۳۹–۱۹۶۷. لندن: سی. هرست و شرکت، ۱۹۷۵.
- تام لیتل. عربستان جنوبی: عرصه درگیری. لندن: انتشارات پال مال، ۱۹۶۸.
- دولتمردان جهان - یمن-کشورهای حامی عدن